# Chính phủ Cộng hòa Abkhazia
Chính phủ Cộng hòa Abkhazia là chính phủ của Abkhazia, một quốc gia được công nhận hạn chế.

## Chính phủ
Tổng thống là người đứng đầu Abkhazia có một phó tổng thống. Từ năm 2020, tổng thống đương nhiệm là Aslan Bzhania, phó tổng thống đương nhiệm là Badr Gunba. Thủ tướng là người đứng đầu Nội các. Thủ tướng đương nhiệm là Alexander Ankvab.

### Nội các đương nhiệm
| Chức vụ                                                                      | Đương nhiệm       | Nhậm chức            |
| ---------------------------------------------------------------------------- | ----------------- | -------------------- |
| Thủ tướng                                                                    | Alexander Ankvab  | 23 tháng 4 năm 2020  |
| Phó Thủ tướng thứ nhất                                                       | Belsan Jopua      | 15 tháng 10 năm 2014 |
| Phó Thủ tướng                                                                | Belsan Jopua      | 8 tháng 4 năm 2015   |
| Chánh văn phòng Nội các                                                      | Diana Pilia       | 26 tháng 5 năm 2015  |
| Bộ trưởng Bộ Nội vụ                                                          | Beslan Khagba     | 14 tháng 5 năm 2015  |
| Bộ trưởng Bộ Y tế                                                            | Andzor Goov       | 28 tháng 10 năm 2014 |
| Bộ trưởng Bộ Ngoại giao                                                      | Daur Kove         | 4 tháng 10 năm 2016  |
| Bộ trưởng Bộ Văn hóa và Bảo tồn Di sản lịch sử, văn hóa                      | Elvira Arsalia    | 15 tháng 10 năm 2014 |
| Bộ trưởng Bộ Quốc phòng                                                      | Mirab Kishmaria   | 10 tháng 5 năm 2007  |
| Bộ trưởng Bộ Giáo dục và Khoa học                                            | Adgur Kakoba      | 15 tháng 10 năm 2014 |
| Bộ trưởng Bộ Nông nghiệp                                                     | Timur Eshba       | 8 tháng 4 năm 2015   |
| Bộ trưởng Bộ Lao động, Việc làm và An sinh xã hội                            | Suren Kerselyan   | 15 tháng 10 năm 2014 |
| Bộ trưởng Bộ Tài chính                                                       | Amra Kvarandzia   | 17 tháng 10 năm 2014 |
| Bộ trưởng Bộ Kinh tế                                                         | Adgur Ardzinba    | 8 tháng 4 năm 2015   |
| Bộ trưởng Bộ Tư pháp                                                         | Marina Pilia      | 17 tháng 10 năm 2014 |
| Bộ trưởng Bộ Tình trạng khẩn cấp                                             | Lev Kvitsinia     | 21 tháng 7 năm 2014  |
| Bộ trưởng Bộ Du lịch                                                         | Avtandil Gartskia | 13 tháng 3 năm 2015  |
| Bộ trưởng Bộ Thuế vụ và Thuế quan                                            | Rauf Tsimtsba     | 8 tháng 4 năm 2015   |
| Chủ tịch Ủy ban hồi hương nhà nước                                           | Vadim Kharazia    | 11 tháng 4 năm 2015  |
| Chủ tịch Ủy ban Sinh thái và Môi trường nhà nước                             | Saveli Chitanava  | 21 tháng 10 năm 2014 |
| Chủ tịch Ủy ban nhà nước về Tiêu chuẩn, Người tiêu dùng và Giám sát kỹ thuật | Erik Rshtuni      | 23 tháng 10 năm 2014 |
| Chủ tịch Ủy ban Hải quan nhà nước                                            | Daur Kobakhia     | 21 tháng 10 năm 2014 |
| Chủ tịch Ủy ban nhà nước về Quản lý tài sản nhà nước và Cổ phần hóa          | Konstantin Katsia | 3 tháng 4 năm 2007   |
| Chủ tịch Ủy ban nhà nước về thanh niên                                       | Alias Avidzba     | 11 tháng 4 năm 2015  |
| Chủ tịch Ủy ban Thể dục thể thao nhà nước                                    | Bagrat Khutaba    | 11 tháng 4 năm 2015  |

## Lập pháp
Hội đồng Nhân dân là cơ quan lập pháp của Abkhazia.

## Tư pháp

### Tòa án quân sự
Tòa án quân sự và Viện kiểm sát quân sự được thành lập vào tháng 3 năm 1993.